# Tikkakoski
Tikkakoski est un quartier de Jyväskylä en Finlande.

## Description
Jusqu'en 2009, Tikkakoski faisait partie de la municipalité rurale de Jyväskylä.

## Lieux et monuments

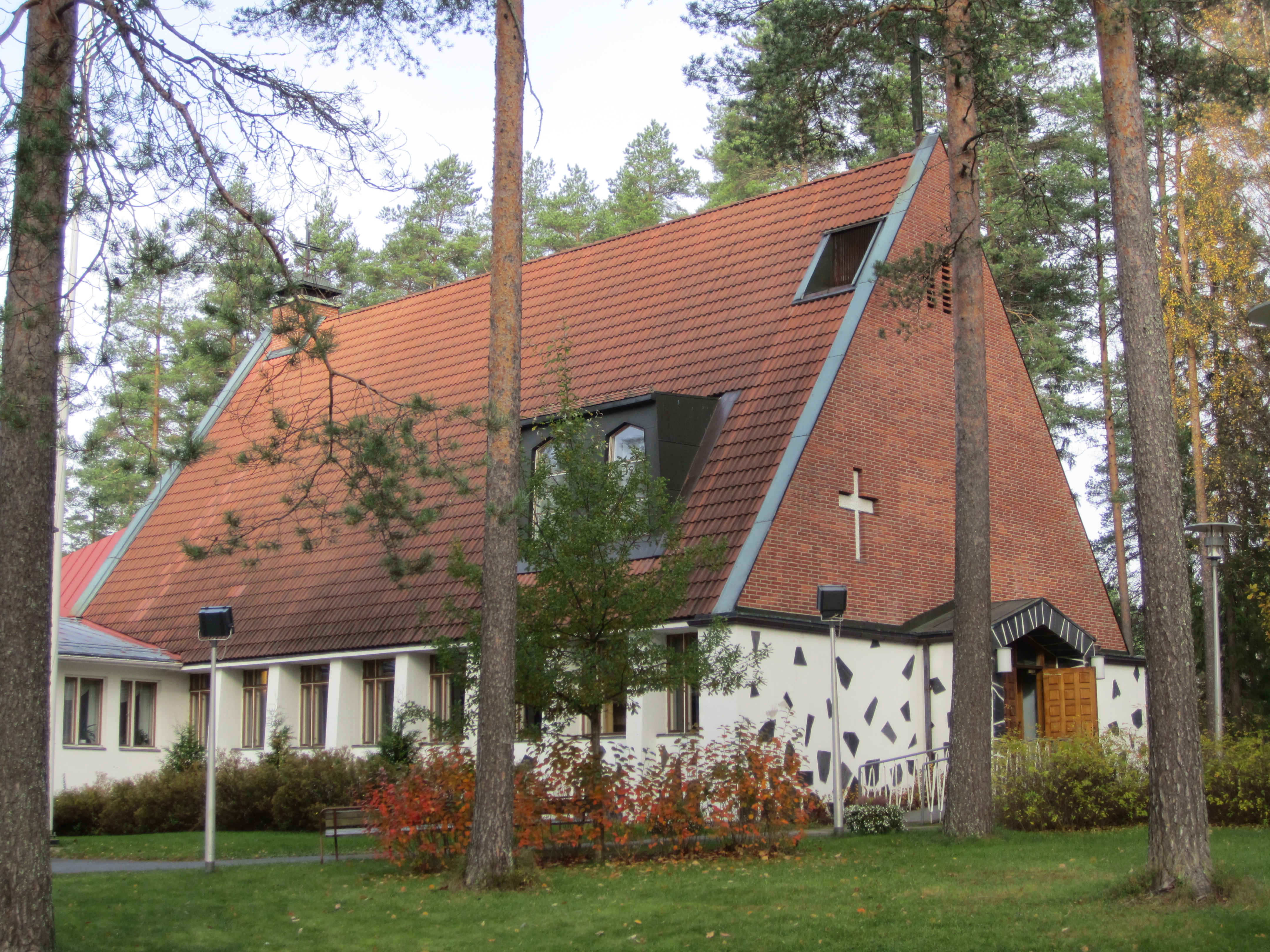
Église de Tikkakoski
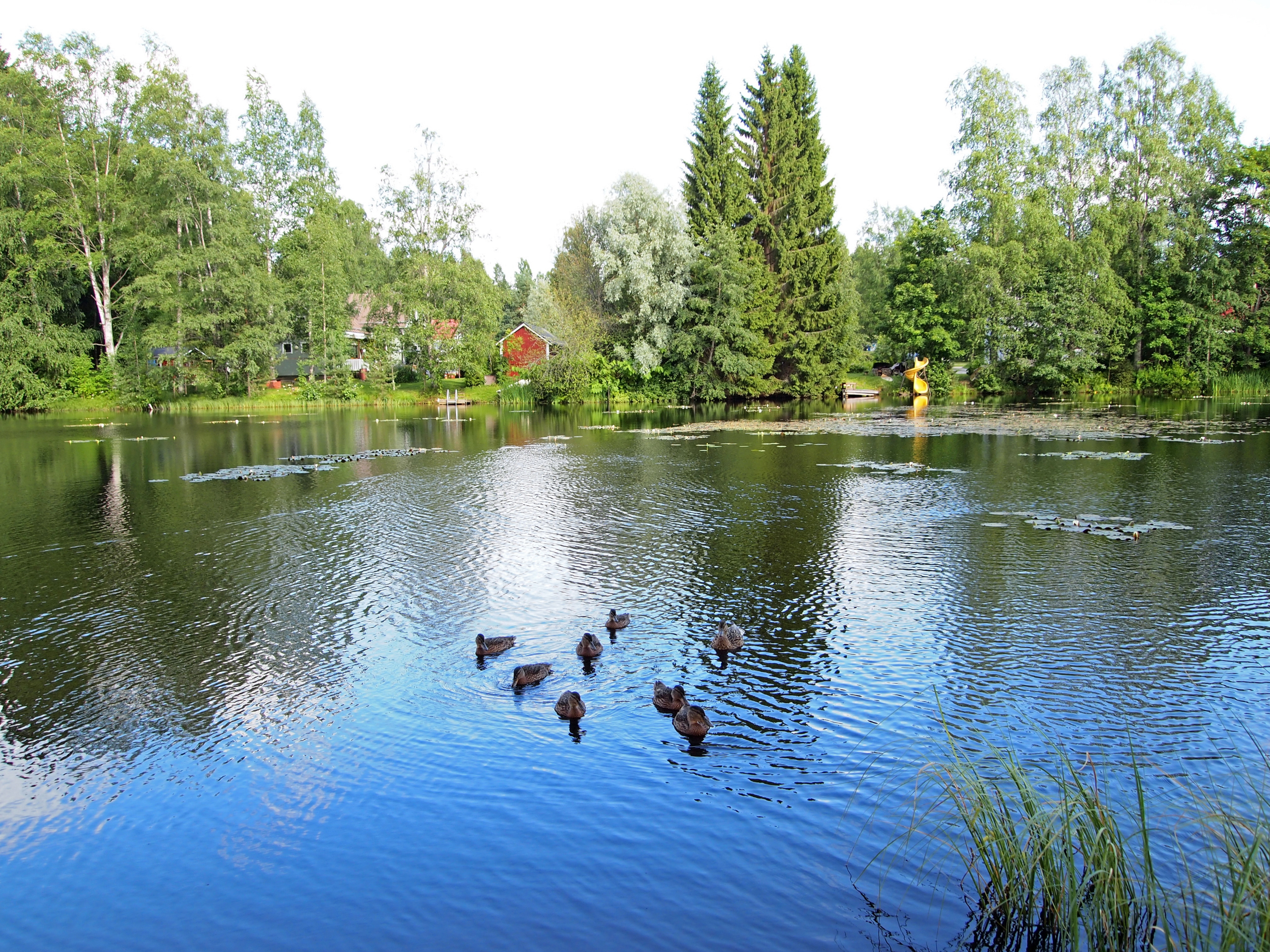
L'étang Ala-Myllylampi.

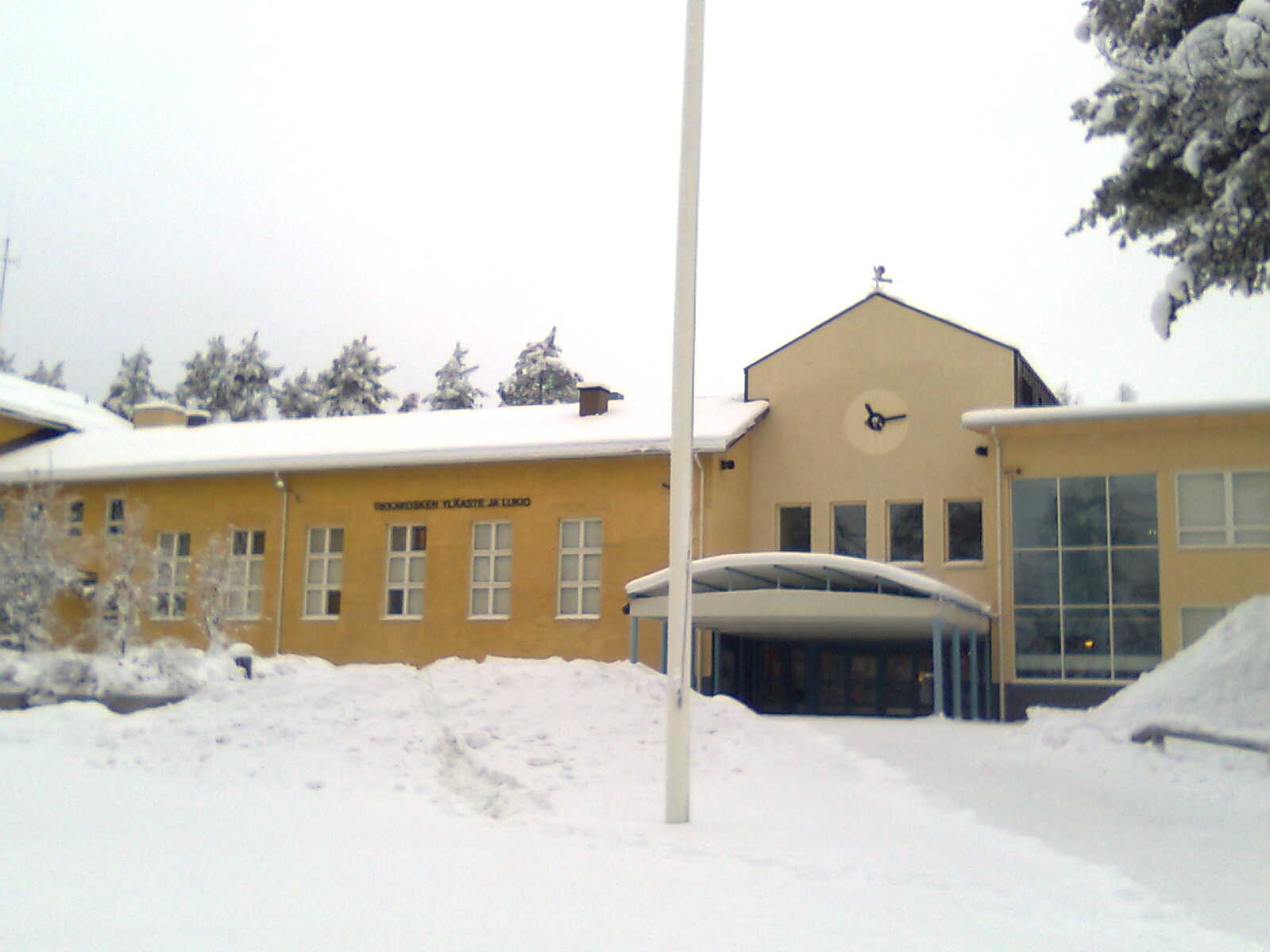
École de Tikkakoski
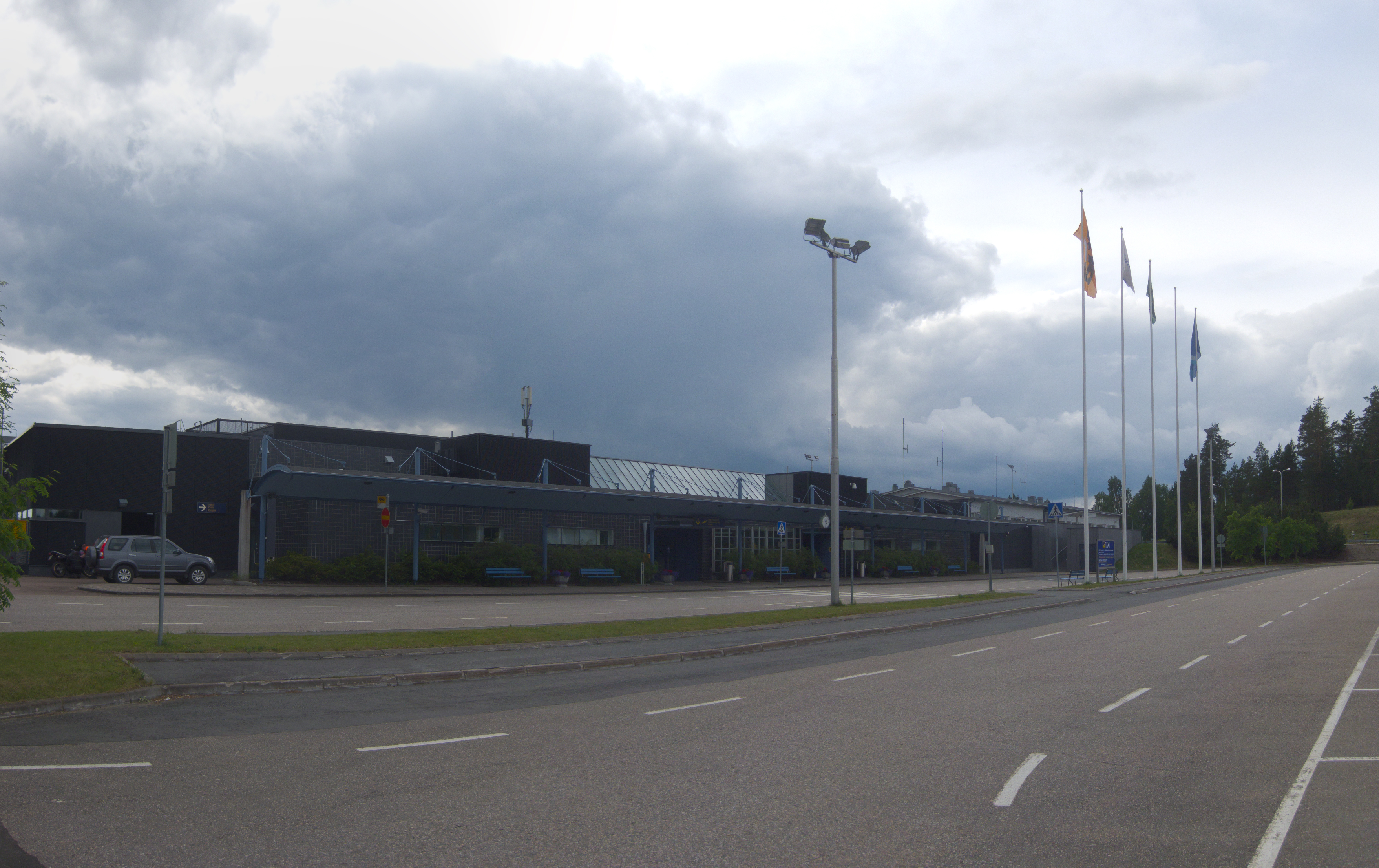
Aéroport de Jyväskylä